# Albert Zimmermann (Politiker)
Philipp Albert Zimmermann (* 19. März 1806 in Berlin; † nach 1866) war ein deutscher Lehrer und Politiker.
Albert Zimmermann war der Sohn des königlich preußischen Rendanten Christian Friedrich Zimmermann und dessen Ehefrau Wilhelmine Friederike Antonie geborene Liman. Zimmermann, der evangelischer Konfession war, heiratete am 17. Juli 1838 in Berlin Franziska Antonie Nathalie Seiffert (* 26. November 1816 in Berlin), die Tochter des Bankiers Anton Seyffert. Die Ehefrau war ursprünglich jüdischen Glaubens (als Geburtsname ist Fanny Antonie Nathalie Seyffert eingetragen) und wurde am 8. Januar 1817 in Berlin getauft.
Zimmermann studierte in Berlin, wo er 1828 zum Dr. phil. promoviert wurde. 1828 wurde er Kollaborateur am Berliner Gymnasium und dort 1833 ordentlicher Lehrer. 1837 bis 1867 war er Professor am Friedrichswerderschen Gymnasium in Berlin.
1850 war er Mitglied im Volkshaus des Erfurter Unionsparlaments.

## Schriften
Er war Autor von vor allem historischen Publikationen:
- De Demosthene reipublicae Atheniensium administratione. Dissertation, 1828.
- Über die politischen Verhältnisse der karolingischen Reiche nach dem Vertrag von Verdun. Berlin 1830.
- Versuch einer historischen Entwicklung der märkischen Städteverfassung. Berlin 1837/1838.
- Geschichte der Mark Brandenburg unter Joachim 1. und 2. Berlin 1841.
- Geschichte des brandenburgisch-preußischen Staates. Ein Buch für jedermann. Berlin 1842.